# جبهة الجزائر الفرنسية
جبهة الجزائر الفرنسية (أو Front de l'Algérie Française أو FAF) هي حركة سياسية وعسكرية تؤيد فكرة الجزائر الفرنسية نشأت في عام 1960 في الجزائر. ومؤسسها هو سعيد بوعلام.
في غضون فترة زمنية قصيرة، وصل عدد أعضاء تلك الحركة إلى 400000 فرد، وفي نوفمبر من عام 1960 وصل العدد إلى مليون، وكان من بينهم 40% من المسلمين، وإن كان ثمة خلاف على هذا الأمر. وغادر الأعضاء المسلمون الحركة في شهر ديسمبر. وكان من أهم أعضائها الأقدام السوداء والحركيون.
فرضت السلطات الفرنسية الحظر على هذه الحركة في 24 ديسمبر عام 1960.
وكان الإضراب العام في البلاد من الأنشطة التي نظمتها تلك الجبهة. وتضمن الإضراب أربعين موظفًا مدنيًا، وسعت الجبهة إلى إجبار الجزائريين على الانضمام إليه أيضًا.
وفي يوم 11 نوفمبر عام 1961، تحولت مظاهرة دعت إليها الجبهة إلى العنف. وبعد ذلك ببضعة أسابيع، نادت الجبهة بمعارضة زيارة الرئيس الفرنسي شارل ديجول بقوة، بالإضافة إلى مطالبة الجيش بالتمرد على أوامر الحكومة.